# The Seed of the Fathers

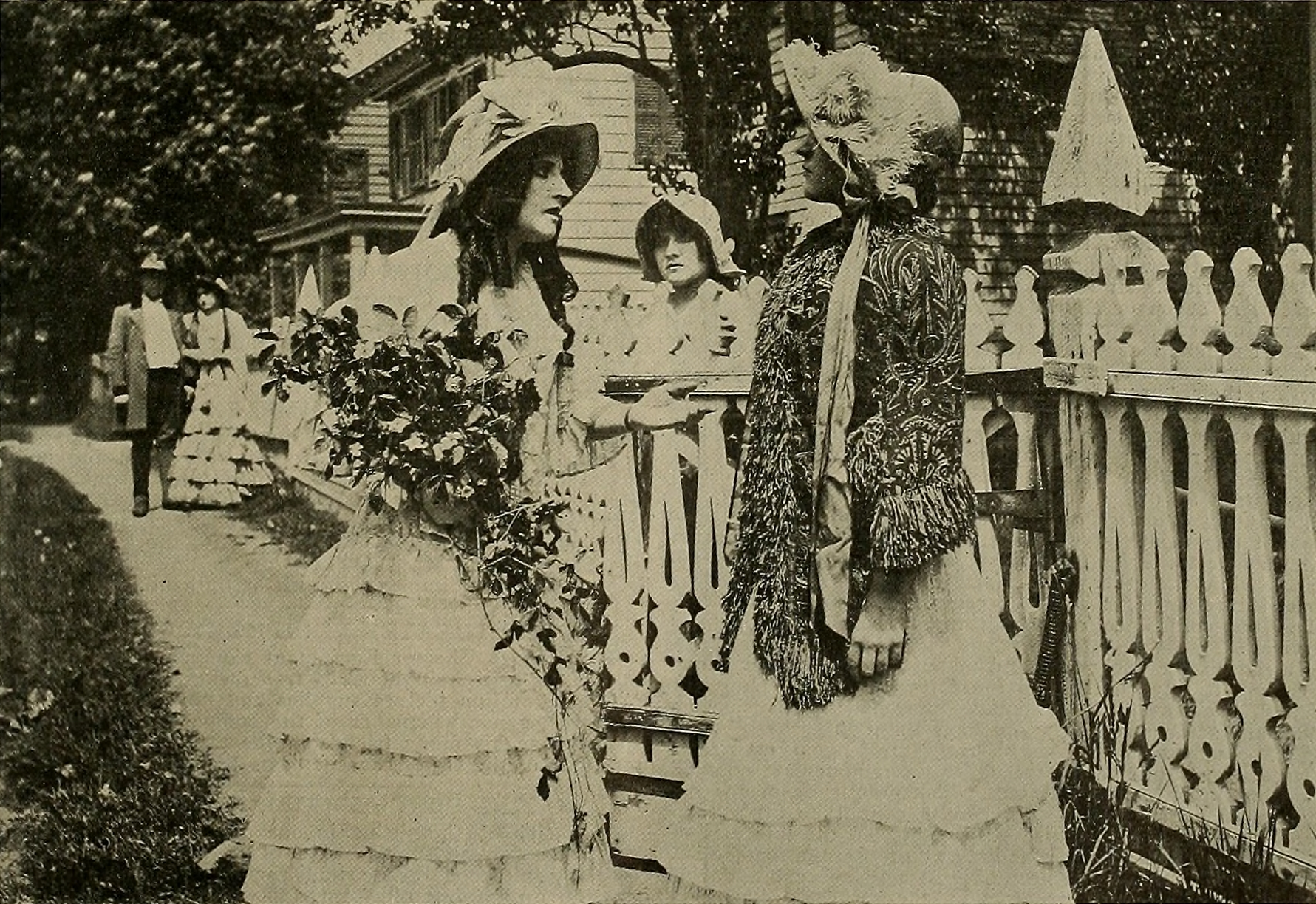
Marion Leonard in The Seed of the Fathers, 1913

The Seed of the Fathers, gelegentlich auch The Seeds of the Father (deutsch: Die Saat der Ahnen), ist ein verschollenes US-amerikanisches Melodram des Regisseurs und Drehbuchautors Stanner E. V. Taylor aus dem Jahr 1913, produziert von Stanners Ehefrau, der Hauptdarstellerin Marion Leonard.

## Handlung
The Seed of the Fathers erzählt die Geschichte einer Mutter, die mit dem Abstieg ihres Sohnes in die Kriminalität konfrontiert wird. Nachdem sie erleben musste, dass ihr Vater im Amerikanischen Bürgerkrieg zum Verräter seines Landes geworden war, und ihr Ehemann den Rest seines Lebens im Gefängnis verbringen wird, sieht sie keinen anderen Ausweg als den erweiterten Suizid.
Der Film zeigt eingangs den Sohn in seiner stattlichen Erscheinung. Aufgrund ihrer bitteren Erfahrungen mit Vater und Ehemann hat sich die Mutter größte Mühe bei der Erziehung ihres Sohnes gegeben. Er weiß zwischen Recht und Unrecht zu unterscheiden, verbringt die Abende jedoch oft außer Haus. Eines Abends, als er besonders spät nach Hause kommt, will seine Mutter aufbleiben um ihn zu erwarten. Doch sie nickt ein, und als sie wieder erwacht ist der Sohn eingetroffen und liegt betrunken in seinem Zimmer. In seiner Habe findet die Mutter einen Revolver, eine Brechstange, eine Taschenlampe und einen Brief, aus dem Einzelheiten zu den Machenschaften des Sohnes hervorgehen.
Sie setzt sich an ihren Schreibtisch und blättert in alten Briefen, ohne zu ahnen, dass ihr Sohn bereits als Komplize eines Mörders gesucht wird. In Rückblenden schaut sie auf die letzten vierzig Jahre zurück, beginnend mit ihrer Jugend. Verschwommene Bilder zeigen sie als 16-jährige, deren Vater als Offizier in den Krieg zieht und bald im Generalstab dient. er lässt sich von einer jungen Spionin verführen und gibt die Schlachtpläne seiner Einheit preis. Die unvermeidliche Niederlage folgt, aber auf den Verräter fällt kein Verdacht. Beim nächsten versuchten Verrat wird er überführt und als Spion erschossen. Als diese Nachricht die Heimat erreicht stirbt seine Ehefrau vor Gram.
Fünfzehn Jahre später ist die Waise selbst glücklich verheiratet. Doch nach einigen Jahren wird ihr Mann ihrer überdrüssig und nimmt sich eine Geliebte. Während die Rechnungen der Familie unbezahlt bleiben, beschenkt er seine Geliebte großzügig mit Juwelen und anderen Kostbarkeiten. Um sich das alles leisten zu können bestiehlt der Ehemann seinen Arbeitgeber. Als er entdeckt wird, tötet er einen Kollegen und wird zu lebenslanger Haft verurteilt.
Nachdem sich die Mutter für eine Weile diesen düsteren Erinnerungen hingegeben hat ergreift sie den Revolver, geht in das Zimmer mit ihrem betrunkenen Sohn und umarmt ihn zärtlich ein letztes Mal. Dann schließt sie Tür und Fenster und lässt die Jalousien herunter. In der nächsten Einstellung bleibt ein Polizist auf der Straße unvermittelt stehen, von einem Schuss alarmiert. Die Mutter wird gezeigt, wie sie das Zimmer des Sohnes mit der Waffe in der Hand verlässt. Der Polizist auf der Straße erhält Verstärkung durch einen Kollegen. Sie beraten sich kurz und betreten das Haus, um den Sohn festzunehmen. Dort finden sie zunächst die Leiche der Mutter und dann die des Sohnes.

## Produktionsnotizen
The Seed of the Fathers ist einer der von Marion Leonard und ihrem Ehemann Stanner E. V. Taylor mit dem gemeinsamen Unternehmen Monopol Film Company produzierten Filme. Er wurde von der Monopol bei seiner Veröffentlichung am 10. Juli 1913 als der längste in den Vereinigten Staaten nach einem Original-Drehbuch gedrehte Film beworben.
The Seed of the Fathers ist ein Dreiakter auf sechs Rollen 35-mm-Film mit einer Länge von 1.800 Meter. Die Library of Congress betrachtet ihn als verschollenen Film.

## Kritik
The Moving Picture World veröffentlichte in ihrer Ausgabe vom 12. Juli 1913 eine Inhaltsangabe und eine kurze Rezension. Der Rezensent bezeichnete die Handlung als durchgängig fesselnd und pries das hervorragende Schauspiel Leonards, nicht ohne darauf hinzuweisen, dass viele der anderen Darsteller für ihre Leistung ebenfalls Lob verdient hätten.